# Rhabdotosperma brevipedicellatum
Rhabdotosperma brevipedicellatum là một loài thực vật có hoa trong họ Huyền sâm. Loài này được (Engl.) Hartl miêu tả khoa học đầu tiên năm 1977.